# Pomponne
Pomponne ist eine französische Gemeinde mit 4149 Einwohnern (Stand 1. Januar 2022) im Département Seine-et-Marne in der Region Île-de-France. Sie gehört zum Arrondissement Torcy und zum Kanton Lagny-sur-Marne. Der Ort liegt an der Marne. Die Einwohner nennen sich Pomponnais.

## Nachbargemeinden
Villevaudé, Thorigny-sur-Marne, Lagny-sur-Marne, Saint-Thibault-des-Vignes, Vaires-sur-Marne, Brou-sur-Chantereine

## Bevölkerungsentwicklung
- 1990: 3044
- 1999: 3256
- 2006: 3309
- 2011: 3547

## Sehenswürdigkeiten
- Kirche Saint-Pierre-Saint-Paul aus dem 12. Jahrhundert (siehe auch: Liste der Monuments historiques in Pomponne)
- Château de Pomponne (nach Plänen von François Mansart), heute Polizeikaserne (CRS)

## Persönlichkeiten
- Nicolas de Haqueville, Herr von Pomponne
- Catherine Lefèvre de la Boderie, Herrin von Pomponne
- Simon Arnauld (1618–1699), Seigneur, später Marquis de Pomponne, Botschafter und Außenminister Ludwigs XIV.
- Louis-Isaac Lemaistre de Sacy (1613–1684), Theologe, Bibelübersetzer